# تل بزی
تل بزی مربوط به دوره ساسانیان است و در شهرستان‌آباده، بخش مرکزی، دهستان بهمن، ۱ کیلومتری غرب روستای شمس‌آباد، میان زمین‌های کشاورزی واقع شده و این اثر در تاریخ ۲۸ شهریور ۱۳۸۶ با شمارهٔ ثبت ۱۹۷۲۶ به‌عنوان یکی از آثار ملی ایران به ثبت رسیده است.